# Княжпіль (Самбірський район)
Кня́жпіль — село в Україні, у Самбірському районі Львівської області. Населення становить 650 осіб. Орган місцевого самоврядування — Добромильська міська рада.

## Пам'ятки
- Церква Успіння Пресвятої Богородиці, споруджена в середині 19-го століття як Греко-Католицька церква, за всіма канонами і приписами греко-католицької церкви. В 40-ві роки 20-го століття була закрита радянською владою. Останнім парохом був Греко-Католицький священник о. Дутко, якого застрелили радянські найманці в центрі села.

В 90-ті шляхом обману і змови церкву відкрито, але передано штучно створеній православній автокефальній конфесії, якої історично ніколи не існувало на території села та району.
Зараз будівля церкви входить до пам'яток місцевого значення (2398-М)

## Мешканці
У селі народилися:
- Іриней (Білик) (нар. 1950) — єпископ , канонік базиліки Санта Марія Маджоре у Римі.
- Грицай Остап (1881—1954) — український поет, літературознавець, журналіст, критик, перекладач, педагог.
- Крвавич Адам Петрович (нар. 1938) — український художник.
- Рейнарович Лев Потапович (1914—1987) — український співак-баритон.
- Хадай Дмитро Степанович (1912—1954) — керівник Золочівського районного проводу ОУН, лицар Бронзового хреста бойової заслуги УПА.